# Femmes adorables
Série Les sœurs Lemp
Quatre Jeunes Femmes (1939)
Pour plus de détails, voir Fiche technique et Distribution.
Femmes adorables (Four Mothers) est un film américain  en noir et blanc réalisé par William Keighley, sorti en 1941.
Il s'agit du dernier volet de la trilogie incarnée par les trois sœurs Lane. Les précédents sont : Rêves de jeunesse (1938) et Quatre Jeunes Femmes (1939).

## Synopsis
Trois des quatre filles d'Adam Lemp s'installent dans leur vie d'épouses, mais tout ne va pas bien.

## Fiche technique
- Titre français : Femmes adorables
- Titre original : Four Mothers
- Réalisation : William Keighley
- Scénario : Stephen Morehouse Avery
- Photographie : Charles Rosher
- Montage : Ralph Dawson
- Musique : Heinz Roemheld
- Producteur : Hal B. Wallis
- Société de production : Warner Bros.
- Pays de production :  États-Unis
- Langue originale : anglais américain
- Format : noir et blanc — 35 mm — 1,37:1 — son : mono (RCA Sound System)
- Genre : drame psychologique
- Durée : 86 minutes
- Dates de sortie :
  - États-Unis : 4 janvier 1941
  - France : 22 juin 1942

## Distribution
- Claude Rains : Adam Lemp
- Priscilla Lane : Ann Lemp Deitz
- Rosemary Lane : Kay Lemp Forrest
- Lola Lane : Thea Lemp Crowley
- Gale Page : Emma Lemp Talbot
- Jeffrey Lynn : Felix Deitz
- Eddie Albert : Clint Forrest
- May Robson : tante Etta
- Frank McHugh : Ben Crowley
- Dick Foran : Ernest Talbot
- Vera Lewis : Mme Ridgefield